# Marcin Kalinowski

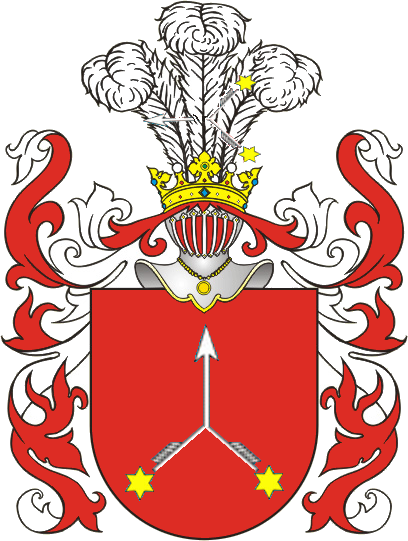
Das Wappen von Kalinowski

Marcin Kalinowski (* 1605; † 1652 bei Batoh) war ein polnischer Hetman, der während des Chmelnyzkyj-Aufstands gegen die Saporoger Kosaken kämpfte. Er starb 1652 während der Schlacht von Batoh.

## Leben
Kalinowski stammte aus einer polnischen Adelsfamilie, sein Vater war Walenty Aleksandar Kalinowski. Er studierte zusammen mit seinen Brüdern bei Mikołaj von Vernulz und erhielt nach dem Tod des Vaters im Jahr 1623 einige Ortschaften in der Provinz Podole. Nachdem er zusammen mit seinem Bruder gegen Tataren bei Martynow gekämpft hatte, wurde er 1632 ein Podomsker Offizier und nahm im Jahr 1633 an der Krönungsfeier von Władysław IV. Wasa teil. Bereits in den 1620er Jahren heiratete er die Prinzessin Helena Korecka, die beiden hatten einen Sohn, Samuel. In der Schlacht von Smolensk im Jahr 1634 wurde Kalinowski verwundet. Als Belohnung wurde er 1635 Gouverneur des Schwarzen Meeres und Kommissar für Grenzfragen mit Moskau. In den folgenden Jahren verwaltete er seinen Besitz, musste sich jedoch vor dem Reichstag dafür verteidigen, dass er angeblich zu viel Einkommen aus seinem Lehen gezogen habe. In der Folge nahm er nur selten an Sejm und Senatstreffen teil. 1638 war er für die Grenzziehung zwischen Kiew und den Tataren vom Schwarzen Meer verantwortlich. Einen noch größeren politischen Einfluss erhielt er, als sein Sohn 1646 Urszula Brygida, die Tochter von Jerzy Ossoliński, einem der führenden Politiker Polen-Litauens heiratete.

## Chmelnyzkyi-Aufstand

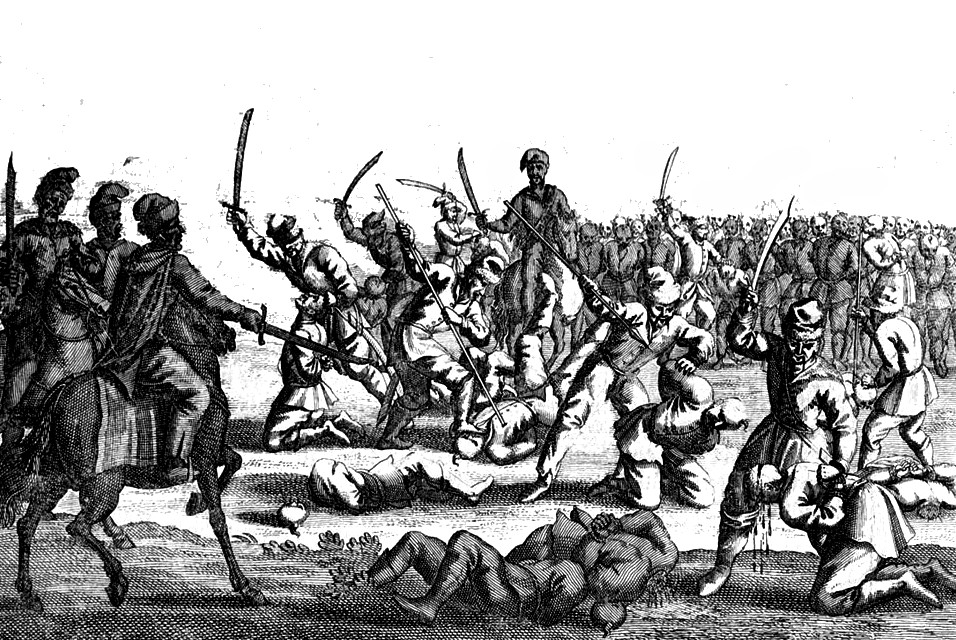
Massaker an polnischen Soldaten nach der Schlacht von Batoh

Im November 1646 wurde er zum Hetman ernannt und nahm in der Folge an dem Sejmy 1646 und 1647 teil. Als 1648 der Chmelnyzkyj-Aufstand ausbrach, nahm er zusammen mit Mikołaj Potocki am Feldzug gegen die Aufständischen teil. In der Schlacht bei Korsun wurde das polnische Heer geschlagen, und Kalinowski wurde gefangen genommen. Das geforderte Lösegeld von 100.000 Złoty konnte er nicht bezahlen und blieb zwei Jahre in Gefangenschaft, bis ein Teil der Summe bezahlt werden konnte. Kalinowski, der seine Beförderung den guten Kontakten zu Jerzy Ossolinski zu verdanken hatte, kehrte im Jahr 1651 mit einem neuen Heer in die von den Kosaken besetzten Gebiete zurück. Er erzielte eine Zahl von Erfolgen und eroberte Murachwa, Szarogród und Jampol. Trotz dieser Anfangserfolge musste er sich zurückziehen und vereinigte seine Truppen mit der königlichen Armee. In der Folge nahm er im Juni 1651 an der Schlacht bei Berestetschko teil. In der Folge wurde ein vorläufiger Frieden geschlossen, der jedoch brüchig war. 1652 übernahm er die Beaufsichtigung der Gebiete in der Ukraine. Diese Rolle übernahm er, da seine Ambitionen die Empörung des ruthenischen Adels ausgelöst hatte und er sich vorläufig aus dem Sejm und dem politischen Tagesgeschäft zurückziehen wollte. 1652 erhielt er die Aufgabe, die Kosakenarmee daran zu hindern, Moldau zu erreichen. Bei Batoh stellte er mit seinen 10.000 bis 15.000 Mann die Kosaken, die jedoch Verstärkung durch Tataren erhielten und so zahlenmäßig weit überlegen waren. Als im Lager ein Tumult ausbrach und die polnischen Truppen umzingelt wurden, kam es zu einem Massaker. Kalinowski versuchte noch, seinen Sohn Samuel zu retten, starb jedoch während der Schlacht, genau wie sein Sohn.